# Ненад Парента
Ненад Парента (Задар, 19. децембар 1913 — Београд, 20. септембар 1941) био је лекар, учесник Народноослободилачке борбе и народни херој Југославије.
Потиче из свештеничке породице. Његов отац Милош Парента био је професор и ректор Карловачке богословије. Школовао се у Книну, Сремским Карловцима и Београду, где је живео од 1927. године. Током студија на Медицинском факултету укључио се у револуционарни студентски покрет. Године 1934. постао је члан Савеза комунистичке омладине (СКОЈ), а четири године касније и Комунистичке партије (КПЈ).
Радио је на ширењу утицаја КПЈ међу студентима медицине и са групом лекара написао је књигу Народно здравље у Совјетском Савезу. Године 1940. запослио се у Железничкој болници на Дедињу, а недуго потом постао је секретар Другог рејонског комитета КПЈ. Након окупације, заједно са родитељима, сестрама и супругом Славком Морић укључио се у Народноослободилачки покрет (НОП). На самом почетку окупације био је организатор неколико акција против окупатора, током којих је извршено паљење полицијске архиве у Управи града Београда и организована помоћ и прихват војника Југословенске војске из заробљеничког логора на Дедињу.
Активно је радио на прикупљању оружја, санитетског материјала, муниције и новчаних средстава, као и на јачању партијске и скојевске организације. Организовао је неколико санитетских курсева, као и мрежу илегалних станова. У стану његових родитеља на Неимару, као и у његовом стану на Црвеном крсту, одржавани су  састанци ПК КПЈ за Србију, преузимале су се и предавале важне поруке, а ту су долазили и илегално боравили истакнути руководиоци НОП. Јула 1941. био је један од учесника у организацији акције спасавања Александра Ранковића из затворске болнице. Учествовао је у организовању партијских веза, којима је из Београда у партизанске одреде пребачено више стотина добровољаца.
Ухапшен је 18. септембра 1941. на Неимару. Упркос мучењу у Специјалној полицији никога није одао, због чега је убијен након неколико дана. Током рата страдале су његове сестре Олга и Гордана Парента.
За народног хероја је проглашен 27. новембра 1953. године.

## Биографија
Рођен је 19. децембра 1913. у Задру. Потицао је из свештеничке породице. Његов отац Милош Парента био је православни свештеник из села Ислам Латински у задарском залеђу, а мајка Зорка, рођена Новаковић, домаћица из Задра. Имао је старију сестру Олгу, сестру близнакињу Гордану и млађу сестру Татјану. Завршетком Првог светског рата Задар је припао Краљевини Италији, а пошто је Милош, као заговорник уједињења свих јужнословенских народа, сматрао да треба да буде укључен у састав тада формиране Краљевине СХС учествовао је у протестима против италијанске окупације, због чега је ухапшен од италијанских власти и затворен око годину дана. Породица Парента се најпре септембра 1921. преселила у Книн, а потом 1922. у Сремске Карловце, где је Милош Парента, добио професорску службу у Карловачкој богословији, чији је ректор био од 1923. до пензионисања 1928. године. Ненад је у Карловцима завршио основну школу и кренуо у Карловачку гимназију, а даље школовање наставио је у Трећој мушкој реалној гимназији у Београду, где се 1927. преселила његова породица.

### Студије и партијска активност
Након завршетка гимназије уписао је 1932. Медицински факултет у Београду. Управо тих година револуционарни студентски покрет обнављао је своју делатност на Универзитету, заустављену увођењем Шестојануарске диктатуре. Студенти-комунисти били су веома активни у штрајковима, демонстрацијама, протестима и другим видовима борбе коју су београдски студенти водили за демократизацију земље и очување аутономије Универзитета, на коју су власти углавном одговарале силом. Један од тада већих студентских бунтова био је априла 1932, када је на Правном, Техничком и Медицинском факултету одржан масовни студентски протест против доношења Уредбе о Универзитету, којом је повређена његова аутономија. Овај протест претворио се у демонстрације против хапшења и протеривања студената, што је резултирало десетодневном обуставом рада Универзитета. Крајем 1933. и почетком 1934. обновљен је рад Универзитетског комитета КПЈ, организације СКОЈ и партијских комитета на свим факултетима. Обновљеним Факултетским комитетом на Медицинском факултету руководили су Паве Пап и Мома Марковић. Парента се управо у то време прикључио студентском покрету и током 1934. постао члан Савеза комунистичке омладине (СКОЈ).
Како би се обрачунале са све јачим комунистичким покретом на Универзитету, који је у условима ограничене демократије, првих година након диктатуре, преко разних студентских удружења, успео да политички ангажује и студенте некомунисте, власти Краљевине Југославије су јануара 1935. у Вишеграду формирале логор у које интернирана група студента. Приликом штрајка солидарности са ухапшеним студентима 2. фебруара 1935. код зграде Капетан-Мишиног здања дошло је до сукоба студената-комуниста и студената-националиста и том приликом је убијен студент права Мирко Срзентић. Идуће године, приликом генералног штрајка студената Београда, Загреба, Љубљане, Скопља и Суботице против фашизације земље и политике Владе Милана Стојадиновића, 4. априла 1936. у поновном сукобу студената-комуниста и студената-националиста у згради Медицинског факултета убијен је студент права Жарко Мариновић. Ови трагични догађаји знатно су утицали на антирежимско расположење студената, који се све више везивали за студентска удружења, којима су у великом броју руководили комунисти.
Парента је као члан СКОЈ радио на ширењу утицаја тада илегалне Комунистичке партије (КПЈ) међу студентима Медицинског факултета, међу којима су тада били многи касније истакнути учесници револуционарног и партизанског покрета, као што су — Владо Поповић, Осман Карабеговић, Бошко Вребалов, Владета Поповић Пинецки, Стевица Јовановић и др. Након пријема у КПЈ 1938. радио је на организовању и јачању партијских и скојевских организација, као и политичкој агитацији међу младим радницима и занатлијама. На ширењу комунистичких идеја радио је иступајући на јавним скуповима које је организовала КПЈ преко постојећих легалних друштава и организација. Са групом од 16 лекара, комуниста и њихових симпатизера, учествовао је 1940. у писању зборника радова Народно здравље у Совјетском Савезу, у коме је кроз ауторске чланке представљена брига за народно здравље и стање медицине у Совјетском Савезу. Зборник је припремио за издавање Редакциони одбор Синдиката лекара Београда у коме су поред Паренте, били Милош Поповић, Сима Милошевић, Велизар Косановић, Дејан Поповић, Љубомир Живковић, Миодраг Јовановић и Милутин Зечевић.
На одслужење војног рока у Југословенској војсци отишао је 1939. након дипломирања. После повратка из војске почетком 1940. стажирао је на Инфективној клиници, а касније се запослио у Болници државног саобраћаја, познатој као „Железничка болница”, на Дедињу (данас КБЦ Др Драгиша Мишовић). Готово у исто време изабран је за секретара Другог рејонског комитета КПЈ, који је обухватао територију од Главне железничке станице, Немањином улицом, преко Славије и Аутокоманде, па Авалским друмом све до железничке станице у Раковици, односно простор Западног Врачара, Дедиња, Бањице и Раковице, укључујући и комплекс клиничких болница на Западном Врачару. У оквиру Другог рејона постојало је осам партијских ћелија — две у клиничким болницама, по једна у ложионици на железничкој станици, у државној маркарници, у Министарству пољопривреде и у Индустрији мотора у Раковици, док су остале биле уличне ћелије. Заједно са Парентом, у Другом рејонском комитету деловали су Лајош Јо и Жика Петровић Дебели Године 1940. оженио се студенткињом медицине Славком Морић, родом из Шибеника, која је такође припадала револуционарном студентском покрету.

### Народноослободилачка борба
После Априлског рата и окупације Југославије, 1941. читава породица Парента (отац, мајка, сестре и супруга) укључила се у Народноослободилачки покрет (НОП). Стан његових родитеља, у Сазоновој улици 70 коришћен је након бомбардовања Београда, априла 1941. као сигурна локација за одржавање састанака Покрајинског комитета КПЈ за Србију, пошто Ненад и његова супруга нису били евидентирани од стране полиције као комунисти, а отац Милош је био угледни свештеник. У то време, седиште Покрајинског комитета било је у оближњој Шуматовачкој улици, а након 22. јуна 1941. састанке су одржавали у Улици краљевића Томислава 73 на Котеж Неимару, у стану његовог колеге Марка Анафа. Такође, за смештај илегалаца коришћен је и стан, у коме су становали Ненад и Славка, у Улици Јована Рајића 2 на Црвеном крсту. Ту су долазили и илегално боравили истакнути комунистички руководиоци — Благоје Нешковић, Петар Стамболић, Спасенија Цана Бабовић, Милентије Поповић и други.
У касарнама на Бањици и Дедињу, у близини Железничке болнице, у којој је радио, Немци су на почетку окупације оформили пријемни логор „160” за заробљене војнике Југословенске војске, који су прикупљани од почека рата 6. априла до половине маја. Био је ово највећи од три сабирна заробљеничка логора, који су се још налазили у Белом Потоку и Панчеву. Заробљеници из ових логора транспортовани су возом у Немачку, у највећем броју у логоре у Нирнбергу и Оснабрику. Након поправке железничког моста преко Саве убрзан је њихов транспорт, па су последњи заробљеници напустили Београд половином јула 1941. године. Током постојања овог логора доктор Парента је налазио разне начине како би помогао заробљеницима у организовању бекства и њиховом прихвату. Процењује се да је у овим акцијама спашено преко 200 војника из прихватног логора, кроз који је прошло више од 20.000 заробљеника. Најповољнији моменат за њихово бекство било је одвођење на присилни рад на рашчишћавању рушевина у граду.
На почетку окупације Београда, 3. маја 1941, када квислиншки апарат још није био организован у довољној мери, Парента је организовао групу скојеваца која је упала у просторије Четвртог (антикомунистичког) одсека Опште полиције, у згради на Обилићевом венцу 4, са циљем да запали део полицијске архиве. Немци су на време опазили пожар и успели да га угасе, па је на тај начин сачувана полицијска архива, која је током окупације обилно користила Специјалној полицији, формираној управо тих дана углавном од бивших полицијских агената из предратног Четвртог одсека.
Одлукама Мајског саветовања ЦК КПЈ, одржаног у Загребу почетком маја 1941. Комунистичка партија отпочела је припрему оружаног устанка, након чега су генерални секретар КПЈ Јосип Броз Тито и чланови Политбироа ЦК КПЈ прешли из Загреба у Београд. У току припрема устанка, као секретар рејонског комитета Ненад Парента је обављао разне послове. Пошто се на терену његовог рејона, на Западном Врачару, налазио комплекс клиничких болница одржавао је везу са свим лекарима и другим медицинским особљем, који су били чланови или симпатизери КПЈ, а радили су у овим болницама. Једно време, привремено, одржавао је везу и са здравственим радницима са подручја других рејона, па је на тај начин знао скоро све београдске медицинаре који су били чланови КПЈ. Један од првих задатака на припреми оружане борбе за Месни комитет КПЈ за Београд било је организовање курсева прве помоћи у циљу стручног оспособљавања што више људи који би могли пружити неопходну помоћ рањеницима. Током маја и јуна 1941. одржавани су курсеви по групама које су бројале од 6 до 20 чланова, углавном омладинки. Организатори и предавачи на курсевима били су лекари, лекарски помоћници и медицинске сестре. Парента је организовао четири курса прве помоћи, на којима је предавао заједно са својим колегом Теодором Бороцким. Ови курсеви одржани су у просторијама кројачке радионице Драгомира Нешића у Јакшићевој улици, у стану Јелице Ковачевић у Крунској улици, у стану Милорада Цукућанина у Скадарској улици и у стану породице Комбелић у Господар Јевремовој улици.
Један од важних задатака на припреми устанка био је и рад на прикупљању материјалних средстава, санитетског материјала, оружја, муниције и другог ратног материјала. Овај посао обављан је преко одбора Народноослободилачког фонда (НОФ), који је у Београду био организован по територијалном принципу пратећи границе партијских рејона. Радом одбора на територији Другог рејона руководила је Савка Јаворина, медицинска сестра Опште државне болнице. Како је овај рејон обухватао болнички комплекс његов рад првенствено се базирао на прикупљању санитетског материјала и лекова. Рад на припреми оружане борбе значајно је убрзала вест о нападу Трећег рајха на Совјетски Савез, 22. јуна 1941, а две недеље потом одржана је 4. јула 1941. седница Политбироа ЦК КПЈ на којој је донета одлука о почетку устанка у Југославији. Након почетка устанка, Парента је између осталог радио на организовању партијских веза, преко којих је текло пребацивање неколико стотина добровољаца, који су напуштали окупирани Београд и одлазили у партизанске одреде. Ударна група, коју је предводио, извела је 16. јула 1941. паљење гараже Љубивоја Перишића у Улици Милоша Великог 1, која је радила за окупатора и том приликом причињена је знатна материјална штета — изгорело је 90 буради нафте, аутомобилске гуме, 18 путничких аутомобила и четири камиона. Иста група извела је током септембра 1941. диверзију на Главној железничкој станици када је запалила два и онеспособила десет немачких камиона.
Средином јула 1941. Месни комитет КПЈ за Београд радио је на организацији спасавања групе ухапшених комунисткиња, међу којима су биле — Вера Вребалов, Вера Лазовић, Наталија Хаџић, Митра Митровић и Слободанка Ђурђевић, које су ухапшене током јуна 1941. и налазиле су се у притвореничком одељењу Опште државне болнице и Очне клинике у Видинској улици. На организовању акције највише се ангажовао Грујица Лазовић, чија је сестра била једна од ухапшених. У припреме је био укључен и Парента, који је израдио план болнице са распоредом просторија, након чега је утврђен план акције, коју је требало да изврши група од осам илегалаца. На дан извршења акције, илегалци су од ухапшених другарица сазнали да се у болници налази Александар Ранковић, који је ухапшен дан раније. Ова информација пореметила је ток акције па је она отказана. На вест о Ранковићевом хапшењу, генерални секретар КПЈ Јосип Броз Тито издао је наређење да се хитно изврши акција његовог спасавања, коју су потом организовали Цана Бабовић и Ђуро Стругар. Како је рок за извршење био кратак одлучено је да се постојећи план акције незнатно измени и спроведе у дело. Акцију спасавања Ранковића, извршила је 29. јула 1941. ударна група од пет илегалаца, којом је непосредно руководио Милош Матијевић. За време извршења акције, њени организатори Цана Бабовић и Ђуро Стругар боравили су у стану Ненада Паренте на Црвеном крсту.
Након почетка устанка у Србији, Благоје Нешковић, члан и недуго потом секретар ПК КПЈ за Србију, одржавао је везу са представницима грађанских политичких партија, а у току лета дошло је и до првих контаката са представницима војночетничких одреда Драже Михаиловића. Успостављен је контакт и са генералом Љубом Новаковићем, који је био у четничкој организацији Косте Пећанца, али је напустио крајем августа 1941, након што је Пећанац склопио споразум са Немцима. Састанак са Новаковићем одржан је 10. септембра 1941. у Београду, у Душевној болници на Губеревцу. Поред Нешковића, са партизанске стране су присуствовали Ђуро Стругар и Ненад Парента, а поред Новаковића, са четничке учитељ Томовић и један официр. Током разговора исказано је опште неповерење између два покрета, па они нису даље настављани. Сумњу у добре намере посебно су уливале чињенице да је Новаковић отворено говорио о свом сусрету са СС мајором Карлом Краусом у Аранђеловцу, а Томовић да је пре сусрета са њима имао састанак са Миланом Аћимовићем, комесаром унутрашњих послова у Влади народног спаса Милана Недића.
У лето и јесен 1941. у покрету отпора била је активна и Ненадова супруга Славка Морић Петровић. Као особа која није била компромитована код полиције, ангажована је на курирским задацима за потребе Покрајинског комитета КПЈ за Србију. Одлазила је у Ваљево, Ужице и Чачак и одржавала везу са тамошњим Окружним комитетима, а задатке је примала директно од Александра Ранковића, организационог секретара КПЈ. Августа 1941. повучена је на рад у партијску технику Покрајинског комитета, којом је руководио Светислав Каначки, бивши шпански добровољац.

### Хапшење и смрт
Квислиншка Специјална полиција била је веома активна током септембра 1941. године. На основу пријава, али и насумично, њени агенти извршили су претресе бројних кућа у окупираном Београду и ухапсили значајан број чланова КПЈ и СКОЈ, као и присталица Народноослободилачког покрета, код којих су многи упућени у логор Бањица. Највећи удар за београдску партијску и скојевску организацију била је полицијска провала, узрокована издајом Ратка Митровића Шиље, инструктора ЦК КПЈ и члана Бироа ЦК СКОЈ, кога је Гестапо ухапсио почетком августа 1941. у Војводини. У Београду, где је убрзо пребачен, Митровић је суочен са агентима Специјалне полиције, који су га приволели на сарадњу након чега им је открио систем функционисања и методе илегалног рада, као и имена скоро свих људи са којима је раније контактирао. Како он у том тренутку није знао где се они налазе, агенти су се дали у потрагу. Његовом издајом, почетком септембра ухапшен је најпре један омладинац са Дорћола, који је потом открио место на коме се скривао Лука Шунка, секретар Месног комитета СКОЈ. Одмах по хапшењу Шунка је суочен са Митровићем, који је утицао на њега да и он полицији открије своја сазнања о раду КПЈ и СКОЈ у Београду, што је овај и учинио. Овим је почела велика полицијска провала у београдску партијску организацију током које је ухапшен значајан број комуниста и скојеваца, међу којима и сви чланови Месног комитета КПЈ за Београд — Милош Матијевић, Ђуро Стругар, Вукица Митровић, Давид Пајић, Душан Грубач и Саво Стијепић.
Издајом Луке Шунке, Специјална полиција је ухапсила кројачког радника Радослава Илкића, који је радио на растурању партијског материјала (леци, брошуре, билтени) на терену Другог рејонског комитета, чији је секретар био Ненад Парента. Наиме, Парента је сав партијски материјал намењен Другом рејону преузимао од партијске технике и доносио код Илкића, одакле је потом путем курира растуран по партијским ћелијама. После хапшења Илкић је агентима дао информацију да за неколико дана има заказани састанак са Парентом, након чега су они одлучили да му поставе заседу. Дана 18. септембра 1941. агенти Радан Грујичић и Никола Губарев ухапсили су Ненада Паренту на простору бивше циглане „Шиђански”, у близини Сазонове улице, недалеко од куће његових родитеља, док је ишао на заказани састанак.
Полицијски агенти сматрали су да је Парента високи функционер Комунистичке партије, а можда и члан Централног комитета, што им је био подстрек да од њега извуку признање и открију неког од чланова најужег руководства. Након хапшења, иследницима је делимично признао своју активност, што је била пракса међу ухапшеним илегалцима — признање оног дела активности који је полиција већ открила. Упркос мучењима и злостављањима током даље истраге није открио ништа од свог рада, као ни партијску функцију коју је обављао. После неколико дана, око 20. септембра, Драги Јовановић и Никола Губарев извели су га из затвора и одвели у непознатом правцу, где је убијен. У писму квислиншког управника града Београда Драгог Јовановића упућеног 4. јануара 1943. СС пуковнику Емануелу Шеферу, шефу Гестапоа, наводи се да је до тада приликом саслушавања убијено 13 лица, која иследницима нису хтела да кажу било шта о својој партијској делатности. Међу њима је и име Ненада Паренте.

## Народни херој
Указом Председништва АВНОЈ-а постхумно је 6. јула 1945. одликован Орденом заслуга за народ првог реда, а осам година касније Указом председника ФНР Југославије Јосипа Броза Тита, поводом Дана Републике и десетогодишњице Другог заседања АВНОЈ, 27. новембра 1953. проглашен је за народног хероја Југославије. Његово име у Београду носе једна улица у београдском насељу Јајинци и вртић у саставу ПУ „Чика Јова Змај”, који се налази у насељу Чиновничка колонија. У Улици војводе Степе на Вождовцу, подигнута му је 1983. спомен-биста рад вајара Милана Бесарабића. У Алеји стрељаних родољуба 1941—1944. на београдском Новом гробљу, где су сахрањени посмртни остаци ексхумираних жртава логора на Бањици, налази се спомен-плоча са његовим именом. У његовом родном граду, до почетка рата у Хрватској, постојала је улица са његовим именом — Шеталиште Ненада Паренте, у којој се налазила његова родна кућа. Такође, његово име је у Задру од 1977. до 1992. носила данашња специјална основна школа „Воштарница”, као и Гарнизонска амбуланта ЈНА испред које му је 1987. подигнута спомен-биста.

## Породица
Породица Ненада Паренте активно је током Другог светског рата учествовала у Народноослободилачком покрету (НОП). Његова смрт била је тежак ударац за родитеље, сестре и супругу, али их није зауставила у даљој борби. Сестре Олга и Гордана, страдале су 1944. као партизански илегалци. Крај рата дочекале су мајка Зора (умрла 1949), најмлађа сестра Татјана Парента Калајић и супруга Славка Морић Парента. Након ослобођења, децембра 1944. када је у Београду формиран Градски одбор Антифашистичког фронта жена, његове чланице су биле Татјана и Славка. Отац Милош Парента сломљен због трагичне смрти сина повукао се из јавности и почетком 1943. умро.
Олга Парента Ђуришић (Бискупија, код Книна, 28. фебруар 1894 — Београд, 28. август 1944) била је чиновник у Министарству грађевина. Одрасла је у Задру, где је завршила гимназију. Потом је са породицом живела у Сремским Карловцима, а од 1927. у Београду, где се 1932. запослила у Министарству грађевина. Пре почетка рата, заједно са братом и сестрама укључила у револуционарни комунистички покрет. Током рата у стану њене породице у Сазоновој улици одржавани су партијски састанци, а она је обављала разне задатке који су јој поверавани. Ухапшена је 5. јула 1944, два месеца након млађе сестре Гордане. Током ислеђивања у затвору Специјалне полиције у Ђушиној улици била је злостављана, али ништа није одала полицијским агентима. Стрељана је на Централном гробљу.
Гордана Парента (Задар, 19. децембар 1913 — Београд, 11. мај 1944) била је чиновник Аграрне банке. Школовала се и Сремским Карловцима и Београду. Након гимназије уписала је архитектуру на Техничком факултету у Београду, али је касније прекинула студије и почела да ради у банци. Пре почетка рата, заједно са братом и сестрама укључила се у револуционарни комунистички покрет. Била је члан Комунистичке партије и током окупације је радила у партијској техници. Специјална полиција је ухапсила 10. маја 1944. и одмах подвргла мучењима од којих је сутрадан преминула.
У Алеји стрељаних родољуба 1941—1944. на београдском Новом гробљу, где су сахрањени посмртни остаци ексхумираних жртава логора на Бањици, налазе се спомен-плоче са именима Олге и Гордане Паренте.
Ненадова супруга Славка Морић Парента (1919—1998) била је студент медицине. Као члан КПЈ током окупације је учествовала у раду технике Покрајинског комитета КПЈ за Србију и вршила разне курирске задатке. До одласка на слободну територију маја 1943. боравила је у партијским склоништима. Најпре у кући породице Савић у Цветковој улици, где је децембра 1942. избегла хапшење захваљујући Данки Савић, а потом у кући Марка Анафа, на Котеж Неимару и кући породице Стевановић, на Пашином брду. После ослобођења била је професор Медицинског факултета и оснивач Института за ментално здравље у Београду.
Син његове најмлађе сестре Татјане Паренте Калајић (умрла 1997) био је Драгош Калајић (1943—2005) филозоф, сликар, новинар и писац.